# Liana Mesa
Liana Mesa Luaces, född 26 december 1977 i Camagüey, är en kubansk volleybollspelare.
Mesa blev olympisk bronsmedaljör i volleyboll vid sommarspelen 2004 i Aten.